# AFC Challenge Cup 2012
De AFC Challenge Cup 2012 was een voetbaltoernooi dat werd georganiseerd in Nepal van 3 maart 2012 tot en met 18 maart 2012. Noord-Korea kwalificeerde zich voor de Azië Cup 2015. In tegenstelling tot vorige toernooien was geen enkel land meer automatisch gekwalificeerd voor het eindtoernooi.

## Kwalificatie
- 20 teams zullen deelnemen aan de kwalificatie.
- 8 teams zullen een voorronde spelen over een thuis en uitwedstrijd waarvan de winnaar zich plaatst voor de tweede kwalificatieronde
- 16 teams worden verdeeld in vier groepen van 4 teams en de top 2 plaatst zich voor het eindtoernooi
- Alleen een van de acht gekwalificeerde teams kan het toernooi organiseren

### Gekwalificeerde landen
| Land         | Gekwalificeerd als | Vorige deelnames in toernooi12 |
| ------------ | ------------------ | ------------------------------ |
| Palestina    | Winnaar groep A    | 2 (2006)                       |
| Filipijnen   | Tweede groep A     | 2 (2006)                       |
| India        | Winnaar groep B    | 4 (2006, 2008, 2010)           |
| Turkmenistan | Tweede groep B     | 3 (2008, 2010)                 |
| Malediven    | Winnaar groep C    | 1 (Debuut)                     |
| Tadzjikistan | Tweede groep C     | 4 (2006, 2008, 2010)           |
| Noord-Korea  | Winnaar groep D    | 3 (2008, 2010)                 |
| Nepal        | Winnaar groep D    | 2 (2006)                       |

## Stadions
| · Kathmandu                |                   |
| Kathmandu                  |                   |
| Dasarath Rangasala Stadium | Halchowk Stadium  |
| Capaciteit: 17.800         | Capaciteit: 3.500 |
|                            |                   |

## Groepsfase
De loting voor de eindronde werd gehouden op 1 december 2011 in het Soaltee Crown Plaza Hotel in Kathmandu, Nepal.

### Groep A
| Land         | Gsp | Win | Gel | Ver | DV | DT | +/- | Pnt |
| ------------ | --- | --- | --- | --- | -- | -- | --- | --- |
| Turkmenistan | 3   | 2   | 1   | 0   | 6  | 1  | +5  | 7   |
| Palestina    | 3   | 2   | 1   | 0   | 4  | 0  | +4  | 7   |
| Malediven    | 3   | 1   | 0   | 2   | 2  | 5  | −3  | 3   |
| Nepal        | 3   | 0   | 0   | 3   | 0  | 6  | −6  | 0   |

|                                                  |                                      |                  |             |                                                                                   |
| 8 maart 2012 «onderlinge duels» 15:00 (UTC+5:45) | Turkmenistan                         | 3 – 1            | Malediven   | Halchowk Stadium, Kathmandu Toeschouwers: 1.000 Scheidsrechter: Yousef Al-Marzouq |
| 8 maart 2012 «onderlinge duels» 15:00 (UTC+5:45) | Mingazow 33' Çoňkaýew 78' Amanow 85' | Wedstrijdverslag | Adhuham 20' | Halchowk Stadium, Kathmandu Toeschouwers: 1.000 Scheidsrechter: Yousef Al-Marzouq |

|                                                  |       |                  |                     |                                                                                       |
| 8 maart 2012 «onderlinge duels» 17:00 (UTC+5:45) | Nepal | 0 – 2            | Palestina           | Dasarath Rangasala Stadium, Kathmandu Toeschouwers: 12.300 Scheidsrechter: Ryuji Sato |
| 8 maart 2012 «onderlinge duels» 17:00 (UTC+5:45) |       | Wedstrijdverslag | Attieh 4' Attal 65' | Dasarath Rangasala Stadium, Kathmandu Toeschouwers: 12.300 Scheidsrechter: Ryuji Sato |

|                                                   |                  |       |              |                                                                              |
| 10 maart 2012 «onderlinge duels» 15:00 (UTC+5:45) | Palestina        | 0 – 0 | Turkmenistan | Halchowk Stadium, Kathmandu Toeschouwers: 1.000 Scheidsrechter: Ko Hyung-jin |
| 10 maart 2012 «onderlinge duels» 15:00 (UTC+5:45) | Wedstrijdverslag |       |              | Halchowk Stadium, Kathmandu Toeschouwers: 1.000 Scheidsrechter: Ko Hyung-jin |

|                                                   |             |                  |       |                                                                                                |
| 10 maart 2012 «onderlinge duels» 17:00 (UTC+5:45) | Malediven   | 1 – 0            | Nepal | Dasarath Rangasala Stadium, Kathmandu Toeschouwers: 15.000 Scheidsrechter: Dimitriy Mashentsev |
| 10 maart 2012 «onderlinge duels» 17:00 (UTC+5:45) | Rasheed 51' | Wedstrijdverslag |       | Dasarath Rangasala Stadium, Kathmandu Toeschouwers: 15.000 Scheidsrechter: Dimitriy Mashentsev |

|                                                   |       |                                         |              |                                                                                       |
| 12 maart 2012 «onderlinge duels» 15:00 (UTC+5:45) | Nepal | 0 – 3                                   | Turkmenistan | Dasarath Rangasala Stadium, Kathmandu Toeschouwers: 2.400 Scheidsrechter: Ali Sabbagh |
| 12 maart 2012 «onderlinge duels» 15:00 (UTC+5:45) |       | Tagaýew 7' Biraj 79' (e.d.) Hangeldiýew |              | Dasarath Rangasala Stadium, Kathmandu Toeschouwers: 2.400 Scheidsrechter: Ali Sabbagh |

|                                                   |           |                       |           |                                                                                  |
| 12 maart 2012 «onderlinge duels» 15:00 (UTC+5:45) | Malediven | 0 – 2                 | Palestina | Halchowk Stadium, Kathmandu Toeschouwers: 350 Scheidsrechter: Dimitry Mashentsev |
| 12 maart 2012 «onderlinge duels» 15:00 (UTC+5:45) |           | Wadi 59' Nu'man 90+4' |           | Halchowk Stadium, Kathmandu Toeschouwers: 350 Scheidsrechter: Dimitry Mashentsev |

### Groep B
| Land         | Gsp | Win | Gel | Ver | DV | DT | +/- | Pnt |
| ------------ | --- | --- | --- | --- | -- | -- | --- | --- |
| Noord-Korea  | 3   | 3   | 0   | 0   | 8  | 0  | +8  | 9   |
| Filipijnen   | 3   | 2   | 0   | 1   | 4  | 3  | +1  | 6   |
| Tadzjikistan | 3   | 1   | 0   | 2   | 3  | 4  | −1  | 3   |
| India        | 3   | 0   | 0   | 3   | 0  | 8  | −8  | 0   |

|                                                  |                                    |                  |            |                                                                              |
| 9 maart 2012 «onderlinge duels» 15:00 (UTC+5:45) | Noord-Korea                        | 2 – 0            | Filipijnen | Halchowk Stadium, Kathmandu Toeschouwers: 1.500 Scheidsrechter: Pratap Singh |
| 9 maart 2012 «onderlinge duels» 15:00 (UTC+5:45) | Pak Nam-Chol 58' Jang Kuk-Chol 70' | Wedstrijdverslag |            | Halchowk Stadium, Kathmandu Toeschouwers: 1.500 Scheidsrechter: Pratap Singh |

|                                                  |       |                  |                              |                                                                                     |
| 9 maart 2012 «onderlinge duels» 17:00 (UTC+5:45) | India | 0 – 2            | Tadzjikistan                 | Dasarath Rangasala Stadium, Kathmandu Toeschouwers: 700 Scheidsrechter: Ali Sabbagh |
| 9 maart 2012 «onderlinge duels» 17:00 (UTC+5:45) |       | Wedstrijdverslag | Khamroqulov 60' Davronov 66' | Dasarath Rangasala Stadium, Kathmandu Toeschouwers: 700 Scheidsrechter: Ali Sabbagh |

|                                                   |              |                  |                                   |                                                                                   |
| 11 maart 2012 «onderlinge duels» 15:00 (UTC+5:45) | Tadzjikistan | 0 – 2            | Noord-Korea                       | Halchowk Stadium, Kathmandu Toeschouwers: 1.000 Scheidsrechter: Yousef Al-Marzouq |
| 11 maart 2012 «onderlinge duels» 15:00 (UTC+5:45) |              | Wedstrijdverslag | Pak Nam-Chol 4' Jang Kuk-Chol 86' | Halchowk Stadium, Kathmandu Toeschouwers: 1.000 Scheidsrechter: Yousef Al-Marzouq |

|                                                   |                          |                  |       |                                                                                        |
| 11 maart 2012 «onderlinge duels» 17:00 (UTC+5:45) | Filipijnen               | 2 – 0            | India | Dasarath Rangasala Stadium, Kathmandu Toeschouwers: 300 Scheidsrechter: Chaiya Mahapab |
| 11 maart 2012 «onderlinge duels» 17:00 (UTC+5:45) | P. Younghusband 10', 73' | Wedstrijdverslag |       | Dasarath Rangasala Stadium, Kathmandu Toeschouwers: 300 Scheidsrechter: Chaiya Mahapab |

|                                                   |                                                                      |                  |       |                                                                                        |
| 13 maart 2012 «onderlinge duels» 15:00 (UTC+5:45) | Noord-Korea                                                          | 4 – 0            | India | Dasarath Rangasala Stadium, Kathmandu Toeschouwers: 200 Scheidsrechter: Chaiya Mahapab |
| 13 maart 2012 «onderlinge duels» 15:00 (UTC+5:45) | Jon Kwang-Ik 3' Ri Kwang-Hyok 34' Pak Nam-Chol 59' Ri Chol-Myong 70' | Wedstrijdverslag |       | Dasarath Rangasala Stadium, Kathmandu Toeschouwers: 200 Scheidsrechter: Chaiya Mahapab |

|                                                   |                |                  |                                    |                                                                          |
| 13 maart 2012 «onderlinge duels» 17:00 (UTC+5:45) | Tadzjikistan   | 1 – 2            | Filipijnen                         | Halchowk Stadium, Kathmandu Toeschouwers: 800 Scheidsrechter: Ryuji Sato |
| 13 maart 2012 «onderlinge duels» 17:00 (UTC+5:45) | Negmatov 45+1' | Wedstrijdverslag | P. Younghusband 54' Á. Guirado 80' | Halchowk Stadium, Kathmandu Toeschouwers: 800 Scheidsrechter: Ryuji Sato |

## Knock-outfase
|  | Halve finales | Halve finales |   |            | Finale       | Finale |
|  |               |               |   |            |              |        |
|  |               |               |   |            |              |        |
|  | Turkmenistan  | 2             |   |            |              |        |
|  | Filipijnen    | 1             |   |            |              |        |
|  |               |               |   |            |              |        |
|  |               |               |   |            |              |        |
|  |               |               |   |            | Turkmenistan | 1      |
|  |               | Noord-Korea   | 2 |            |              |        |
|  |               |               |   |            |              |        |
|  |               |               |   |            | 3e plek      |        |
|  |               |               |   |            |              |        |
|  | Noord-Korea   | 2             |   | Filipijnen | 4            |        |
|  | Palestina     | 0             |   |            | Palestina    | 3      |

### Halve finales
|                                                   |                         |                  |                     |                                                                                      |
| 16 maart 2012 «onderlinge duels» 14:30 (UTC+5:45) | Turkmenistan            | 2 – 1            | Filipijnen          | Dasarath Rangasala Stadium, Kathmandu Toeschouwers: 500 Scheidsrechter: Ko Hyung-jin |
| 16 maart 2012 «onderlinge duels» 14:30 (UTC+5:45) | Amanow 80' Çoňkaýew 86' | Wedstrijdverslag | P. Younghusband 25' | Dasarath Rangasala Stadium, Kathmandu Toeschouwers: 500 Scheidsrechter: Ko Hyung-jin |

|                                                   |                          |                  |           |                                                                                             |
| 16 maart 2012 «onderlinge duels» 18:30 (UTC+5:45) | Noord-Korea              | 2 – 0            | Palestina | Dasarath Rangasala Stadium, Kathmandu Toeschouwers: 3.000 Scheidsrechter: Yousef Al-Marzouq |
| 16 maart 2012 «onderlinge duels» 18:30 (UTC+5:45) | Pak Kwang-Ryong 42', 68' | Wedstrijdverslag |           | Dasarath Rangasala Stadium, Kathmandu Toeschouwers: 3.000 Scheidsrechter: Yousef Al-Marzouq |

### Kleine finale
|                                                   |                                                              |                  |                             |                                                                                       |
| 19 maart 2012 «onderlinge duels» 14:30 (UTC+5:45) | Filipijnen                                                   | 4 – 3            | Palestina                   | Dasarath Rangasala Stadium, Kathmandu Toeschouwers: 1.000 Scheidsrechter: Ali Sabbagh |
| 19 maart 2012 «onderlinge duels» 14:30 (UTC+5:45) | P. Younghusband 4', 25' (pen.) Á. Guirado 42' J. Guirado 69' | Wedstrijdverslag | Abuhabib 21', 67' Attal 78' | Dasarath Rangasala Stadium, Kathmandu Toeschouwers: 1.000 Scheidsrechter: Ali Sabbagh |

### Finale
|                                                   |              |       |                                            |                                                                                      |
| 19 maart 2012 «onderlinge duels» 18:30 (UTC+5:45) | Turkmenistan | 1 – 2 | Noord-Korea                                | Dasarath Rangasala Stadium, Kathmandu Toeschouwers: 9.000 Scheidsrechter: Ryuji Sato |
| 19 maart 2012 «onderlinge duels» 18:30 (UTC+5:45) | Şamyradow 2' |       | Jong Il-Gwan 36' Jang Song-Hyok 87' (pen.) | Dasarath Rangasala Stadium, Kathmandu Toeschouwers: 9.000 Scheidsrechter: Ryuji Sato |

| AFC Challenge Cup 2012 Winnaar |
| ------------------------------ |
|                                |
| NOORD-KOREA 2de                |

## Prijzen
| Gouden schoen                   | Gouden schoen                   | Gouden schoen                   | Meest waardevolle speler    | Meest waardevolle speler    | Meest waardevolle speler    | Fair Play Prijs | Fair Play Prijs | Fair Play Prijs |
| ------------------------------- | ------------------------------- | ------------------------------- | --------------------------- | --------------------------- | --------------------------- | --------------- | --------------- | --------------- |
| Phil Younghusband ( Filipijnen) | Phil Younghusband ( Filipijnen) | Phil Younghusband ( Filipijnen) | Pak Nam-Chol ( Noord-Korea) | Pak Nam-Chol ( Noord-Korea) | Pak Nam-Chol ( Noord-Korea) | Noord-Korea     | Noord-Korea     | Noord-Korea     |

## Toernooiranglijst
| Plaats                         | Land         | GW | Win | Gel | Ver | DV | DT | +/- |
| ------------------------------ | ------------ | -- | --- | --- | --- | -- | -- | --- |
| 1                              | Noord-Korea  | 5  | 5   | 0   | 0   | 12 | 1  | +11 |
| 2                              | Turkmenistan | 5  | 3   | 1   | 1   | 9  | 4  | +5  |
| 3                              | Filipijnen   | 5  | 3   | 0   | 2   | 9  | 8  | +1  |
| 4                              | Palestina    | 5  | 2   | 1   | 2   | 7  | 6  | +1  |
| Uitgeschakeld in de groepsfase |              |    |     |     |     |    |    |     |
| 5                              | Tadzjikistan | 3  | 1   | 0   | 2   | 3  | 4  | −1  |
| 6                              | Malediven    | 3  | 1   | 0   | 2   | 2  | 5  | −3  |
| 7                              | Nepal        | 3  | 0   | 0   | 3   | 0  | 6  | −6  |
| 8                              | India        | 3  | 0   | 0   | 3   | 0  | 8  | −8  |

## Doelpuntenmakers
6 doelpunten
- Phil Younghusband

3 goals
- Pak Nam-Chol I

2 doelpunten
- Jang Kuk-Chol
- Pak Kwang-Ryong
- Abdelhamid Abuhabib

- Fahed Attal
- Ángel Guirado

- Arslanmyrat Amanow
- Gahrymanberdi Çoňkaýew

1 doelpunt
- Jang Song-Hyok
- Jon Kwang-Ik
- Jong Il-Gwan
- Ri Chol-Myong
- Ri Kwang-Hyok
- Hassan Adhuham

- Mohamed Rasheed
- Alaa Attieh
- Ashraf Nu'man
- Houssam Wadi
- Juan Luis Guirado
- Nuriddin Davronov

- Akhtam Khamroqulov
- Alexei Negmatov
- Guwanç Hangeldiýew
- Ruslan Mingazow
- Berdi Şamyradow
- Elman Tagaýew

Eigen doelpunt
- Biraj Maharjan (Tegen Turkmenistan)

Toernooi: 2006 · 2008 · 2010 · 2012 · 2014

Kwalificatie: 2008 · 2010 · 2012 · 2014